# Костел Вознесіння Пресвятої Діви Марії (Наварія)
Косте́л Внебовзя́ття Пресвято́ї Ді́ви Марі́ї — культова споруда, парафіяльний храм Римо-католицької церкви в Україні в селі Наварія Пустомитівського району Львівської області. Пам'ятка архітектури. Автор проєкту Бернард Меретин, робота підтверджена архівними даними.

## Відомості
Римо-католицька парафія в Наварії існувала принаймні з 1624 року. Був старий костел, який у 1618—1621 роках знищили кримські татари. Невдовзі храм був відбудований з дерева, однак знову згорів 1630 року. Завдяки фінансовій підтримці шляхтички Ельжбети (Єлизавети) Гумницької на Зимній Воді (донька войського жидачівського Кшиштофа Лесньовського гербу Гриф (пом. 1620), дружина Юрія (Єжи) Гумницького гербу Гоздава) 1641 року розпочалося будівництво мурованого костелу. Будівництво храму було закінчено 1645 року, освячено львівським латинським єпископом-помічником Анджеєм Средзінським. Через кілька років почалася Хмельниччина — святиню знову було знищено.
Храм відбудували, у XVII столітті став санктуарієм святого Валентина: в костелі були мощі відомого у всьому світі покровителя закоханих. 1739 року той костел частково розібрали через загрозу обвалу будівлі.
Відновлення храму проводилося у 1740—1760 рр. під управлінням відомого архітектора Бернарда Меретина. Латинський єпископ Станіслав Раймунд Єзерський з канонічною візитацією відвідав костел 1755 року, тоді зафіксовано в храмі головний (Внебовзяття ПДМ) та бічний (св. Миколая) вівтарі. Фундаторами були власники Наварії Марцін та Рох Венявські (батько і син).
У художньому оформленні костелу брали участь художник Станіслав Строїнський, скульптори Матвій Полейовський (у 1762—1768 роках[джерело?]) та Антон Осінський (вівтарі святого Йосифа і святого Валентина). У інтер'єрах був живопис роботи Антоніо Тавеллі (1770). 1770 року Марцін Строїнський розмальовував вівтарі та позолотив їх.
1774 року було закінчено оздоблювальні роботи. Храм було освячено 12 липня 1774 року львівським латинським архиєпископом Вацлавом Геронімом Сераковським під титулом (назвою) Внебовзяття Пресвятої Діви Марії.
1776 р. під керівництвом архітектора Петра Полейовського спорудили дзвіницю.

## Опис
Споруда типової барокової зовнішності (на зразок храму Іль-Джезу в Римі); збудована з пісковика та червоної цегли на вапняковому розчині. У плані — тринавна чотиристовпна базиліка з п'ятикутною апсидою і симетрично розміщеними квадратовими бічними приміщеннями. Головний фасад завершено високим бароковим фронтоном, прикрашеним білокам'яними вазами. В оформленні фасадів застосовано коринфський ордер.
Дзвіниця стоїть на південний захід від головного фасаду костелу. Зведена за проєктом відомого львівського архітектора і скульптора Петра Полейовського. Вона цегляна, прямокутна у плані, одно'ярусна, завершена розвинутим бароковим фронтоном з одним пройомом для дзвону. Дзвіниця оформлена пілястрами, карнизами складного профілю, вазами та іншими білокам'яними деталями. Дзвіниця і храм разом творять гармонійний ансамбль, що належить до львівської архітектурної школи.
Проповідальниця (і кіш, і балдахін) була прикрашена різьбленими фігурами.
В костелі є надгробок фундаторки храму шляхтички Ельжбети (Єлизавети) Гумницької на Зимній Воді.

## Мистецька проблематика
Ян К. Островський уважав, що Матвій Полейовський був автором головного вівтаря (фігури він мав завершити до початку своєї роботи в латинській катедрі у Львові) і амвона костелу. Пйотр Красний і Якуб Сіто припускають, що Петро Полейовський був автором статуї Мойсея (можливо, також святого Івана й Матері Божої) у головному вівтарі, також статуй з проповідальниці. Також він міг бути автором проєкту амвона.

## Галерея

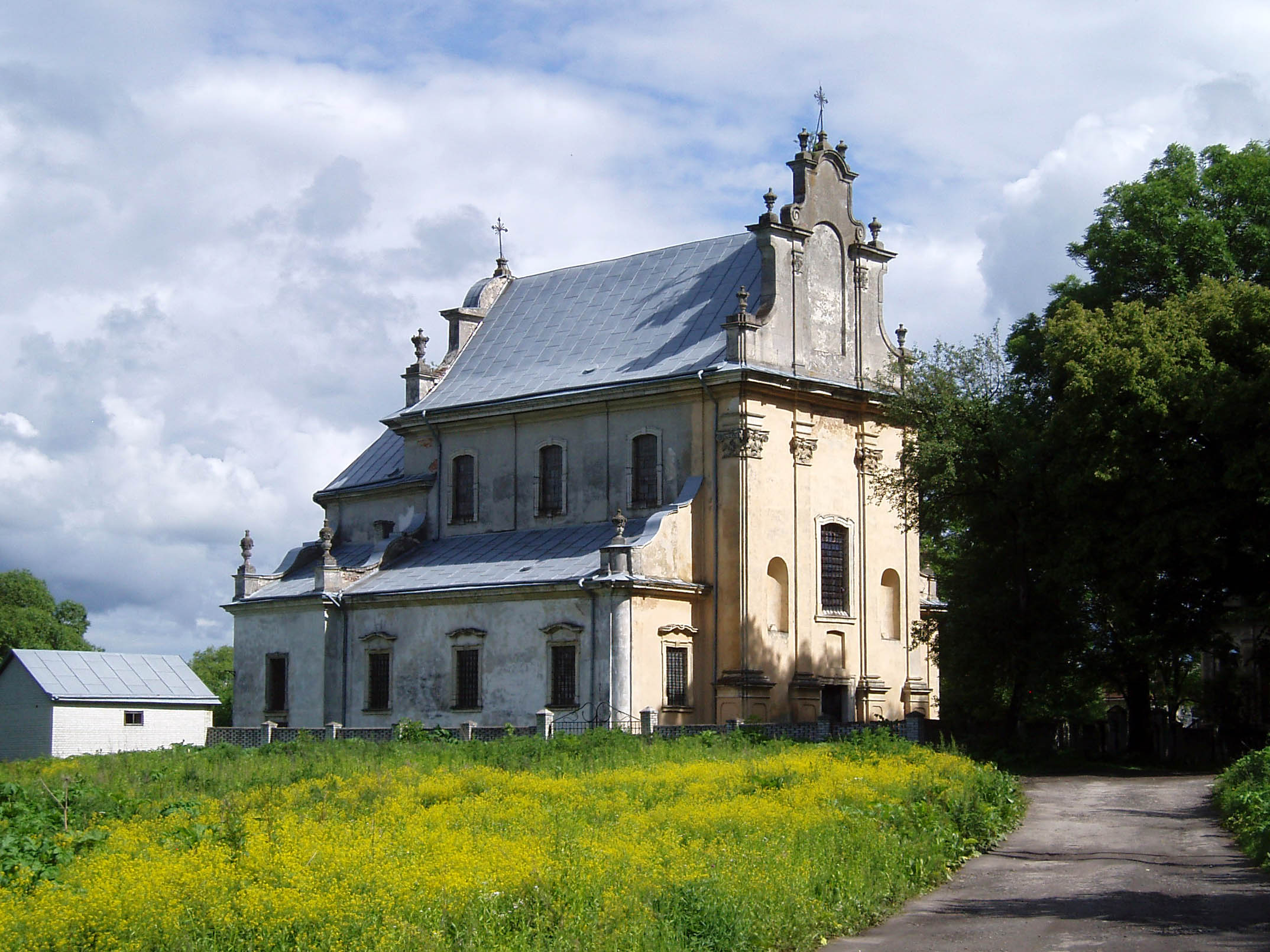
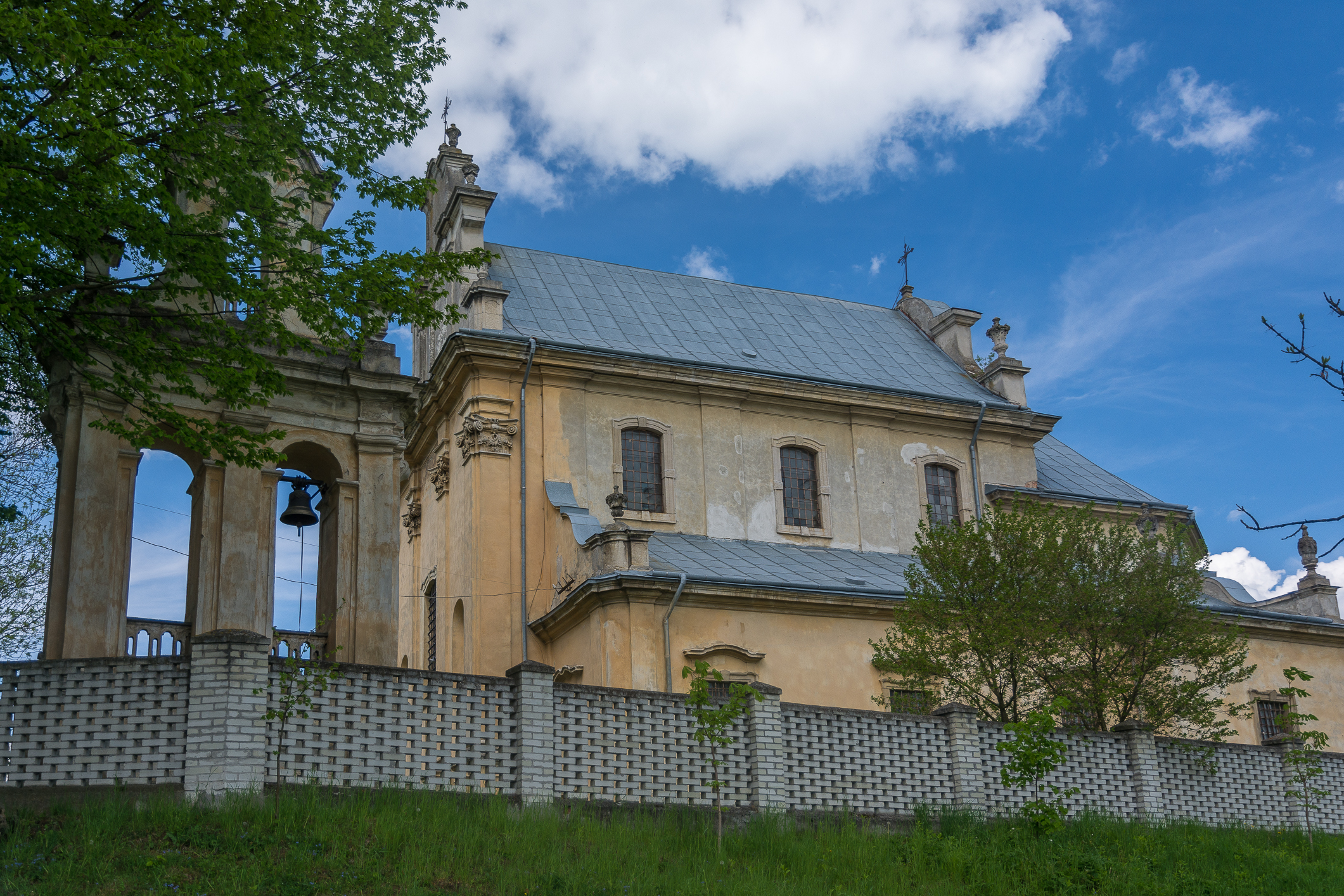
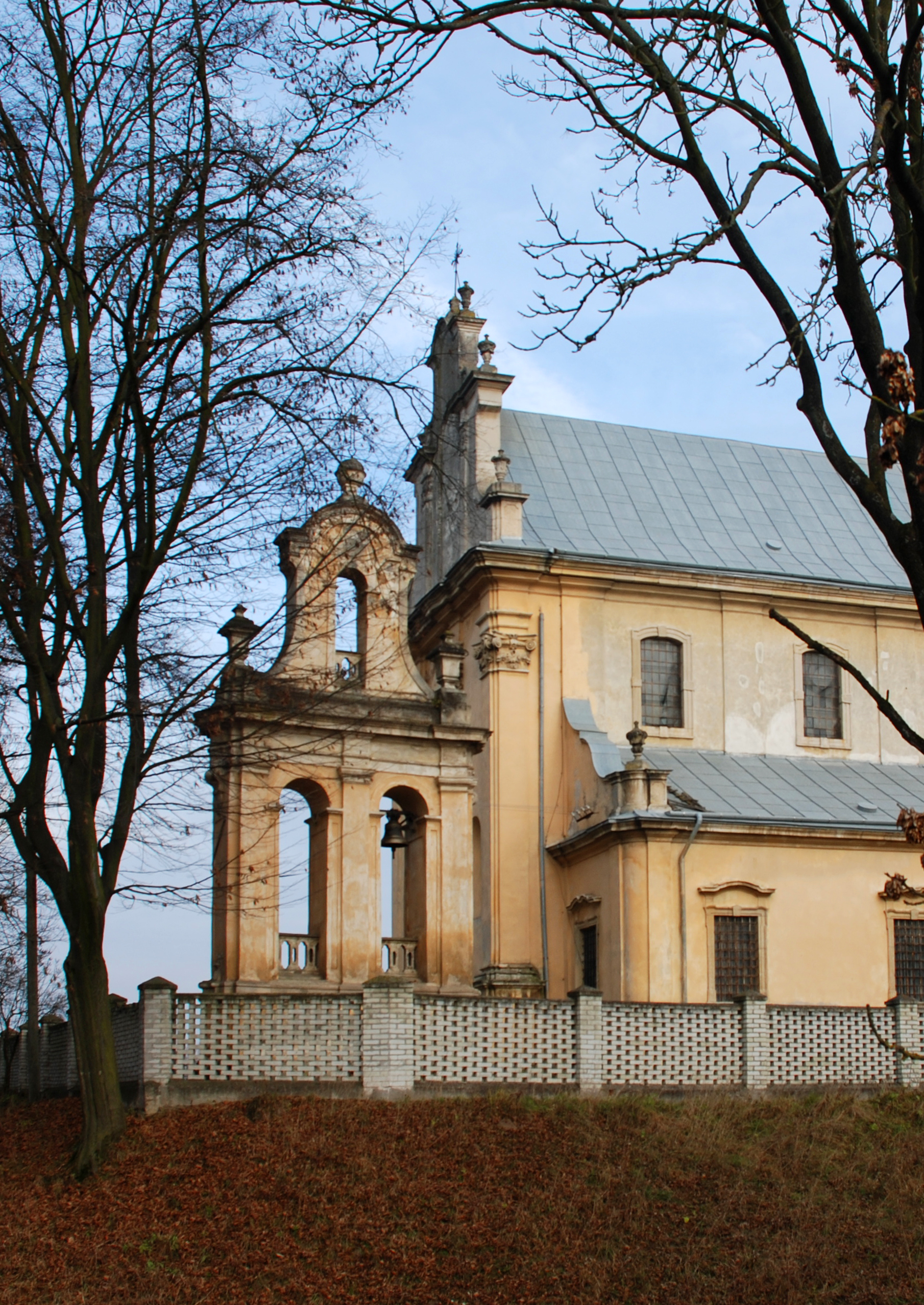
Дзвіниця
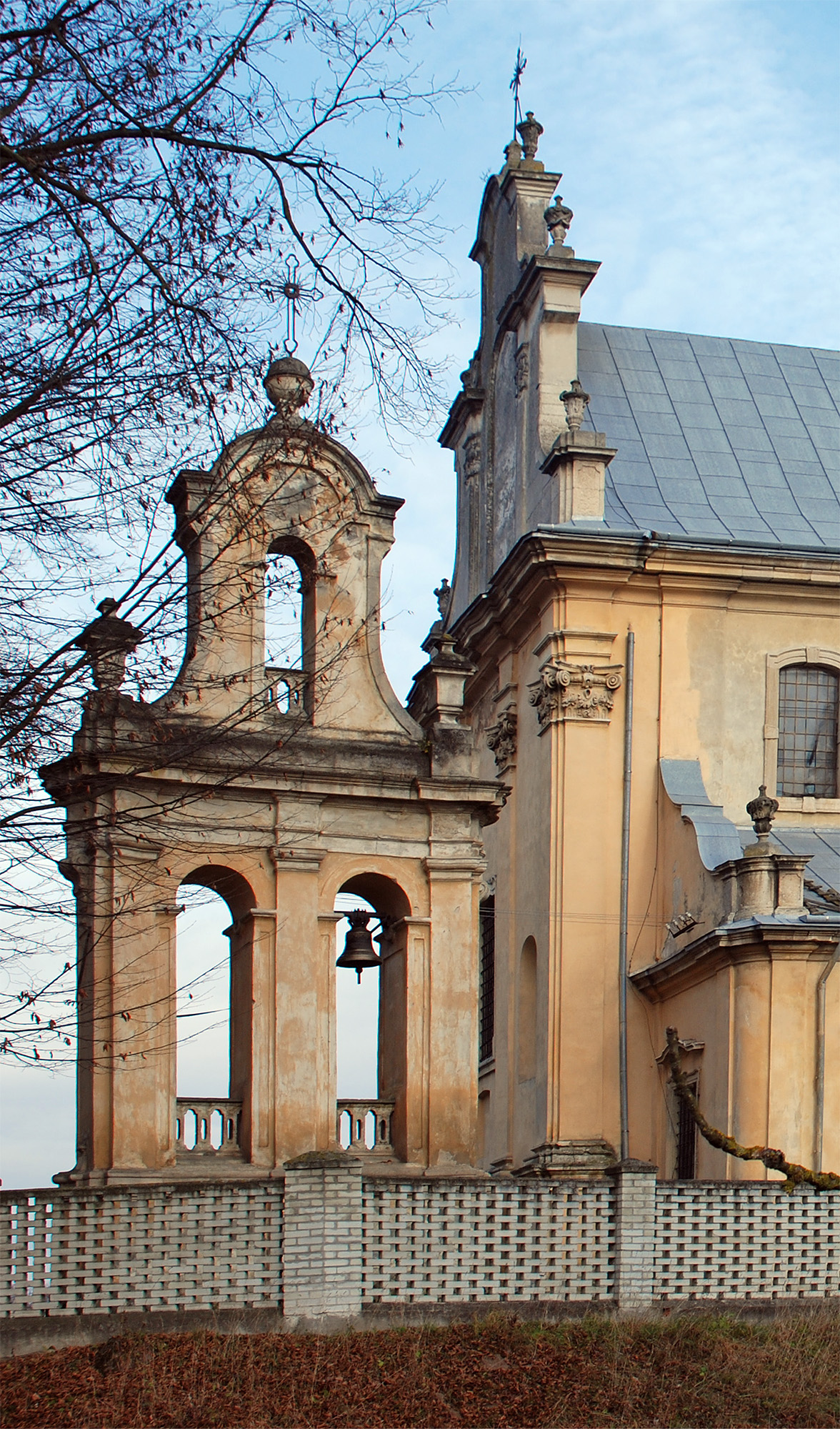
Дзвіниця